# Flabellophora ochracea
Flabellophora ochracea är en svampart som beskrevs av Corner 1987. Flabellophora ochracea ingår i släktet Flabellophora och familjen Polyporaceae.   Inga underarter finns listade i Catalogue of Life.